# 오누마촌 (후쿠시마현)
오누마촌(大沼村)은 후쿠시마현 니시시라카와군에 존재했던 촌이다.

## 지리
현재의 시라카와시, 구 시라카와시 북부에 위치한다.
마을 지역은 산이 많은 지형이다.
마을은 아부쿠마강 북안에 위치해 있다.

## 역사
- 1889년 4월 1일 - 정촌제 시행에 의해 니시시라카와군 오누마촌이 성립하였다.
- 1949년 4월 1일 - 시라카와정과 합병해 시라카와시가 성립하여, 동일 오누마촌이 폐지되었다.

변천사
| 1868년 이전 | 1868년 이전 | 메이지 9년   | 메이지15년 | 메이지22년 4월 1일 | 메이지24년 10월 1일 | 현재   |
| ----------- | ----------- | ------------ | ---------- | ------------------ | ------------------- | ------ |
|             | 大村        | 白河町の一部 | 大村       | 大沼村             | 白河市              | 白河市 |
|             | 久田野村    |              |            | 大沼村             | 白河市              | 白河市 |
|             | 大和田村    |              |            | 大沼村             | 白河市              | 白河市 |
|             | 本沼村      |              |            | 大沼村             | 白河市              | 白河市 |

## 인구・세대

### 인구
- 1891년 2,760
- 1920년 2,248
- 1947년 3,480

### 세대
총수 [단위： 세대]
- 1920년 423
- 1947년 538

## 교통

### 철도
- 일본국유철도 도호쿠 본선

### 도로
- 국도 4호선

## 참고문헌
- 角川日本地名大辞典編纂委員会『角川日本地名大辞典 7 福島県』、角川書店、1981年 ISBN 4040010701、189、200、326、451、491、492、797、968頁
- 日本加除出版株式会社編集部『全国市町村名変遷総覧』、日本加除出版、2006年、ISBN 4817813180、165頁